# Nikolaï Mikhaïlovitch Albov
Nikolaï Mikhaïlovitch Albov (en transcription française, autrefois Alboff ; en russe : Николай Михайлович Альбов) est un botaniste russe, né le 3 octobre 1866 (15 octobre dans le calendrier grégorien) à Pavlovo (Russie impériale) et mort le 24 novembre 1897 (6 décembre dans le calendrier grégorien) à La Plata (Argentine). Il a fait de nombreuses publications en langue française, notamment dans le bulletin de l'Herbier Boissier, avec des descriptions en latin pour la partie scientifique.
Albov a participé à plusieurs expéditions en Abkhazie, en Transcaucasie, puis en Patagonie et en Terre de Feu (Argentine et Chili). Son abréviation botanique était Alboff, changée ensuite en Albov.

## Biographie
Albov est le fils d'un prêtre orthodoxe, aumônier militaire. Il commence ses études au progymnasium de Chouïsk, puis au lycée de Vladimir, dont il sort brillamment en 1884. Il poursuit ensuite des études de sciences naturelles à la faculté de physique et mathématiques de l'université de Moscou. Cependant il souffre de tuberculose à partir de 1886 et doit s'installer à Soukhoumi en 1888, au bord de la mer Noire. Le changement de climat agit de façon bénéfique sur son état de santé, toutefois les médecins lui déconseillent de retourner à Moscou, aussi poursuit-il ses études à Odessa et à l'université de Novorossiisk. Il est apprécié de ses professeurs et devient membre de la Société des naturalistes de Novorossiisk.
Il participe à une excursion d'études dans les montagnes de Transcaucasie Occidentale en 1889, puis sur les bords de la mer Noire en Abkhazie, où il constitue un herbier précieux. Après la fin de ses études en 1890, Albow fait une nouvelle excursion scientifique dans le Caucase. Il visite notamment les cols des monts de Bzyp et les bords de la rivière Bzyp de l'autre côté de la rivière Mzymta, en traversant le lac Mzymt. Il retourne, cette fois-ci seul, dans le Caucase en 1891, le but de ce voyage étant l'étude des forêts d'Abkhazie et de la flore alpine au fur et à mesure de l'élévation de l'altitude. Ce travail systématique fait l'objet de publications en français pour l'herbier Boissier de Genève dans les années suivantes.
Des naturalistes suisses professionnels et amateurs, ainsi que plusieurs sociétés savantes, financent ses travaux et ses expéditions suivantes dans le Caucase. Il y repart étudier la flore à trois reprises. Son étude la plus importante est Prodromus florae Colchicae parue en 1895 qui est une somme de la flore de Transcaucasie Occidentale. Elle décrit environ 1 500 espèces dont un nombre important de nouvelles espèces et de nouveaux genres. Il fait paraître entre 1893 et 1895 le résultat de ses études dans le bulletin de l'herbier Boissier et publie plusieurs articles en russe et en français, s'intéressant particulièrement à l'endémisme de cette flore alpine. Il devient membre correspondant de la Société botanique de Genève.

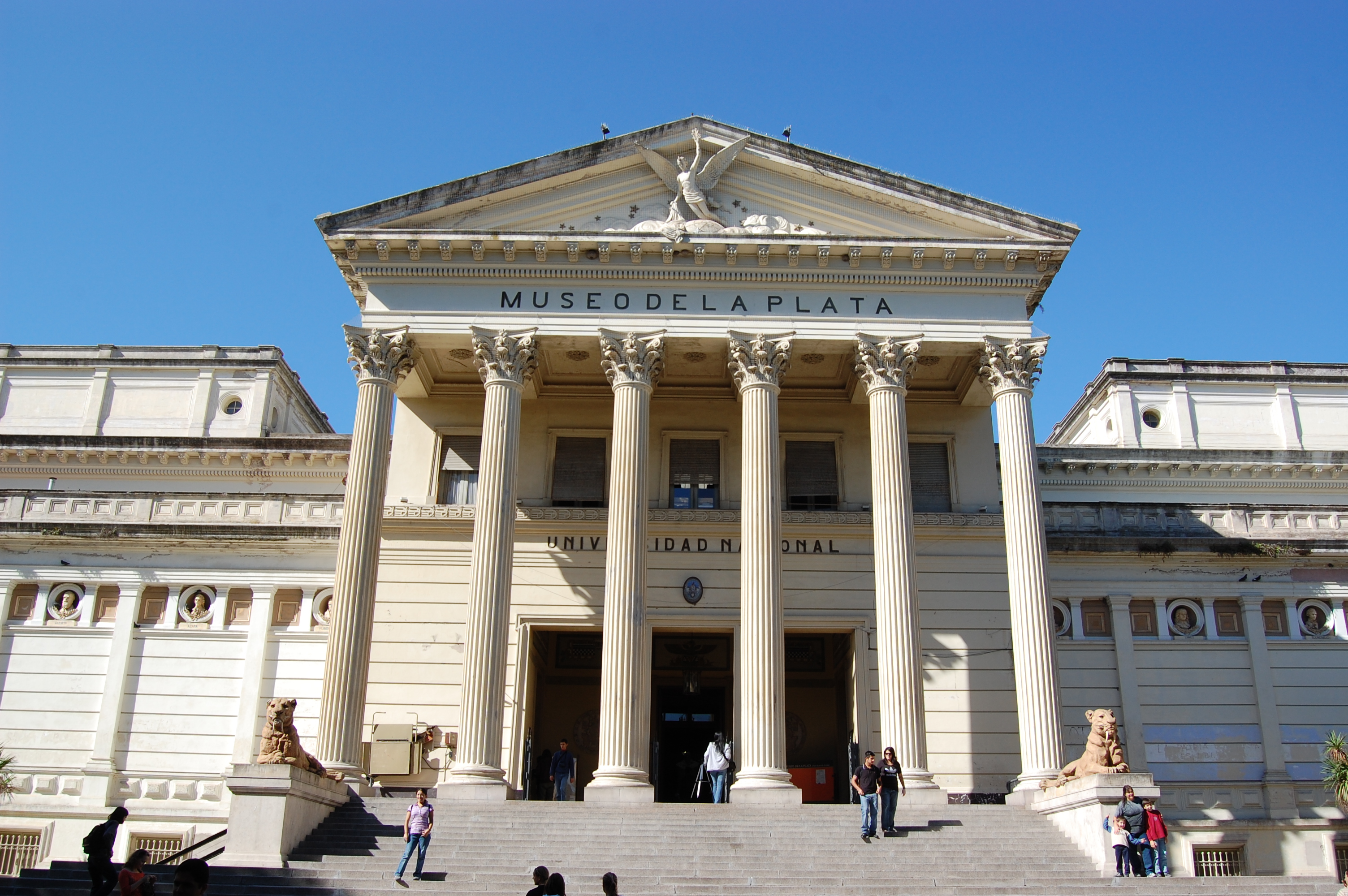
Façade du Museo de La Plata

En 1895, Albov rencontre à Paris le consul d'Argentine qui lui déclare que les naturalistes de là-bas l'apprécient beaucoup. Il reçoit peu après l'invitation du Museo de La Plata en Argentine d'y poursuivre ses travaux en tant que botaniste. Il arrive à Rio de Janeiro en octobre 1895, puis passe de Montevideo en Argentine. Il s'installe donc à La Plata et étudie la flore de la Terre de Feu et des Andes de Patagonie. Le résultat est publié dans des études telles que Contributions à la flore de la Terre de Feu en 1896, publiée de façon posthume en 1902, sous le titre d' Essai de flore raisonnée de la Terre de Feu et traduite en russe en 1904.
La correspondance d'Albov à ses proches est également intéressante, car il décrit ses impressions et la vie à l'étranger, sa collaboration à l'herbier Boissier et ses visites dans des jardins botaniques, tels que celui de Kew Gardens.

## Éponymie
Le botaniste russe Chichkine lui a dédié le genre Albovia de la famille des ombellifères (Apiacées). Le genre n’est actuellement plus reconnu et les espèces qu’il contenait sont aujourd’hui réparties dans les genres Pimpinella et Scaligeria.

## Liste des publications
- (ru) Описание новых видов растений, найденных в Абхазии в 1889—90 году[2] // Отчёт и Тр. Одесск. отд. Росс. об-ва садоводства. — 1890. — p. 94–112.
- (ru) Абхазские папоротники // Зап. Новороссийск. об-ва естествоиспытателей. — 1891. — В. 1. — Т. XVI. — p. 97–106.
- (en) The Western Caucasus and its Flora // The Gardeners' Chronicle. — May, 1892. — p. 7–28.
- (ru) Состояние садоводства в Абхазии[3] // Зап. Об-ва сельск. хоз-ва Южн. России. — 1892. — В. 3. — p. 67–85.
- (ru) Леса Абхазии[4] // Зап. Об-ва сельск. хоз-ва Южн. России. — 1892. — В. 4. — p. 37–53.
- (ru) Ботанико-географические исследования в Западном Закавказье в 1893 году. Наблюдения над флорою известняков[5] // Тр. Кавк. отд. Русск. геогр. об-ва. — 1893. — Т. XVI. — p. 115–158.
- (ru) Два новых рода для флоры Кавказа: Ramphicarpa и Dioscorea[6] // Тр. С.-Петерб. бот. сада. — 1893. — Т. XII. — № 9. — p. 435–443.
- (fr) N. Alboff, Contributions à la flore de la Transcaucasie : Plantes nouvelles, rares ou peu connues, trouvées en Abkhazie de 1889 à 1892 // Bull. de l'Herbier Boissier. — 1893. — Vol. I. — p. 238–268.
- (ru) Отчёт о ботанических исследованиях Абхазии за 1890 год // Зап. Кавк. отд. Русск. геогр. об-ва. — 1893. — Т. XV. — p. 166–187.
- (ru) Результаты ботанических исследований Абхазии // Тр. С.-Петерб. об-ва естествоиспытателей, отд. бот. — 1893. — Т. XIII. — p. 65–99.
- (ru) Список растений, собранных в Трапезондском вилайете в 1891 году // Тр. С.-Петерб. бот. сада. — В. 8. — Т. XIII. — p. 109–120.
- (fr + la) N. Alboff, Nouvelles contributions à la flore de la Transcaucasie : Campanula : novae Caucasicae // Bull. de l'Herbier Boissier. — 1894. — Vol. II. — p. 114–118.
- (fr + la) N. Alboff, Nouvelles contributions à la flore de la Transcaucasie : Quelques plantes nouvelles du Caucase // Bull. de l'Herbier Boissier. — 1894. — Vol. II. — p. 247–258, 448—455, 639—641.
- (ru) Альбов Н. М. Материалы для флоры Колхиды[7]. — Тифлис, 1895.
- (fr + la) N. Alboff, Nouvelles contributions à la flore de la Transcaucasie : Quelques plantes nouvelles du Caucase // Bull. de l'Herbier Boissier. — 1895. — Vol. II. — p. 89–96.
- (fr + la) Nouvelles contributions à la flore de la Transcaucasie : Une nouvelle campanule remarquable, une nouvelle gentiane remarquable, un nouveau genre d'ombellifères, une nouvelle espèce de Trapa // Bull. de l'Herbier Boissier. — 1895. — Vol. III. — p. 228–239.
- (fr) N. Alboff, La flore alpine des calcaires de la Transcaucasie Occidentale // Bull. de l'Herbier Boissier. — 1895. — Vol. III. — p. 512–538.
- (fr) N. Alboff, La Nature de la Transcaucasie occidentale // Bull. de l'Association pour la protection des plantes. — 1895. — Vol. 13. — p. 64–70.
- (fr) N. Alboff, Dans les coins perdus du Caucase. Souvenirs d'un voyage au Caucase fait en 1894 // Supplément à l'Écho des Alpes. — décembre 1895. — p. 1–34.
- (la) Prodromus florae Colchicae // Tp. Тифлисск. бот. сада. Первое приложение, вып. 1. — 1895. — p. I—XXVI et 1—287.
- (fr) Rapport préliminaire sur une excursion botanique dans la Sierra Ventana // Revista del Museo de La Plata. — 1895. — Vol. VII. — p. 181–187.
- (ru) Ботанико-географические исследования в западном Закавказье в 1894 году // Тр. Кавк. отд. Русск. геогр. об-ва. — 1896. — Т. XVIII. — p. 50–80.
- (ru) Очерк растительности Колхиды // Землеведение. — 1896. — В. 1. — Т. 3. — p. 1–78.
- (fr) Contributions à la flore de la Terre de Feu. I. Observations sur la végétation du canal de Beagle // Revista del Museo de La Plata. — 1896. — Vol. VII. — p. 277—309.
- (fr) Contributions à la flore de la Terre de Feu. II. Enumération des plantes du canal de Beagle et de quelques autres endroits de la Terre de Feu // Revista del Museo de La Plata. — 1896. — Vol. VII. — p. 353—402.
- (es) La naturalenza en la Tierra del Fuego // Museo de la Plata. Lecturas publicas. I. Setiembre 6 de 1896. — 1896.
- (fr) N. Alboff, Les forêts de la Transcaucasie Occidentale // Bull. de l'Herbier Boissier. — 1896. — Vol. IV. — p. 61–77.
- (ru) Путешествие в Черноморских горах в 1894 году[8] // Тр. Кавк. отд. Русск. геогр. об-ва. — 1896. — Т. XVIII. — p. 17–49.
- (ru) В заброшенных уголках Кавказа[9] // Землеведение. — В. 1—2. — Т. VII. — p. 17–38.
- (ru) Из заграничных писем (из Западной Европы и Южной Америки)[10] // Землеведение. — 1899. — В. 1—2. — Т. VI. — p. 39–169.
- (ru) Природа Огненной Земли[11] // Землеведение / Пер. с испан. Альбовой А. М.. — 1899. — В. 1—2. — Т. VI. — p. 170–183.
- (ru) Заметки о флоре Огненной Земли // Землеведение / Пер. с франц. А. Альбовой. — 1899. — В. 1—2. — Т. VI. — p. 184–212.
- (fr) Essai de flore raisonnée de la Terre de Feu // Annales del Museo de La Plata, sect. bot. — 1902. — Vol. 1. — p. 1–85 + XXIII.
- (ru) Опыт сравнительного изучения флоры Огненной Земли. Фито-географический этюд // Землеведение. — М.: 1903. — Т. X, прил. 2-е. — p. 1–126. (traduction en russe de la publication précédente)